# Fernández (achternaam)

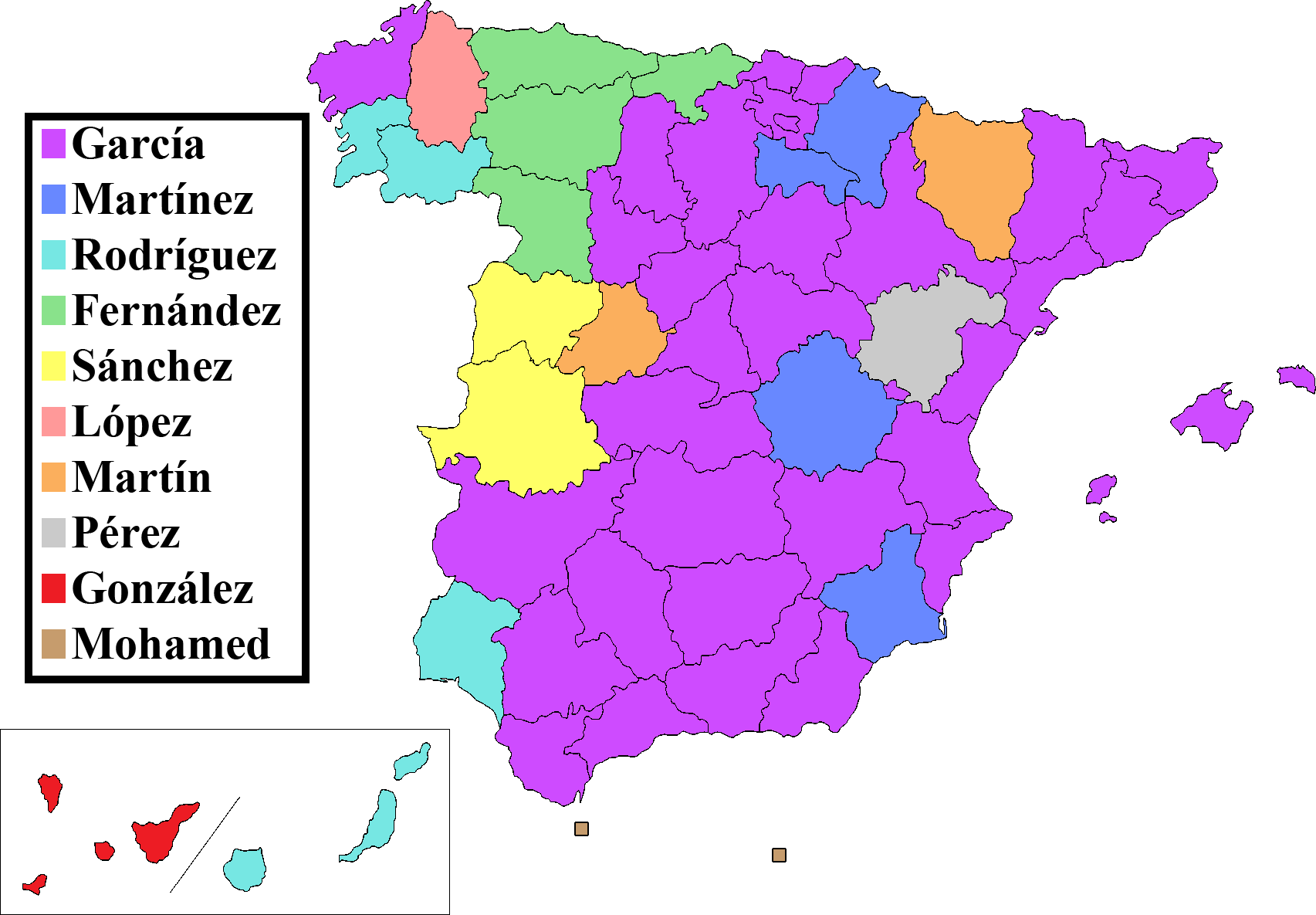
Meest voorkomende achternamen in Spanje naar provincie

Fernández is een spaanstalige achternaam. Het is oorspronkelijk een patroniem van Ferdinando, afkomstig van het visigotische Frið-nanð, "dappere beschermer" of Farð-nanð, "dappere reiziger".
In Spanje is het de op drie na voorkomende achternaam; 917.924 personen, oftewel 1,97% van de bevolking heeft Fernández als eerste achternaam (Spanjaarden hebben twee achternamen waarvan de eerste de belangrijkste is, zie Iberische en Ibero-Amerikaanse achternamen), net als in Argentinië, waar 330.372 personen zo heten enMexico. In Uruguay staat het op de vijfde plaats.